# Giuseppe Pascaletti
Giuseppe Pascaletti (Fiumefreddo Bruzio, 24 febbraio 1699 – Napoli, 30 agosto 1757) è stato un pittore italiano, attivo soprattutto a Roma, Napoli, e nel cosentino.
È considerato uno dei più importanti artisti del cosentino del diciottesimo secolo. Fu ritrattista dell'aristocrazia romana, e lavorò allo stesso modo presso diverse chiese nel cosentino.

## Biografia
Giuseppe Mattia Pascaletti nacque a Fiumefreddo Bruzio, nel cosentino, il 24 febbraio 1699.
La marchesa Lucrezia Ruffo Della Valle lo prese sotto la propria protezione, permettendogli di coltivare il suo talento. Fu da questa mandato prima a Napoli, presso la bottega di Francesco Solimena, e poi a Roma, nel 1727, dove l'artista visse per circa vent'anni.
A Roma Pascaletti divenne membro dell'Accademia dei Virtuosi del Pantheon, e frequentò diversi personaggi noti nella capitale, tra cui Sebastiano Conca. Nella prima metà del diciottesimo secolo, Pascaletti eseguì tre notevoli dipinti, ovvero i ritratti di Giuliano Colonna di Stigliano, I principe di Sonnino, della sua consorte, la principessa Giovanna van den Eynde, e del loro nipote Marcantonio Colonna, III principe di Sonnino. Oggi i ritratti sono ospitati presso il Museo Correale di Terranova.
Ritornò in Calabria sul finire della prima metà del diciottesimo secolo, ed ivi ebbe modo di lavorare per varie chiese, tra cui quelle di Fuscaldo, Falconara Albanese, Rende, Mendicino e San Lucido.
Fu attivo anche nella sua città natale, ed ivi si sposò nel 1747, con Teresa De Ponzo, figlia del barone Carmelo. Teresa gli diede cinque figli.
Morì il 30 agosto 1757, e fu sepolto nella Chiesa di San Francesco di Paola (Cosenza).